# Élections sénatoriales de 2014 dans la Haute-Garonne
Les élections sénatoriales de 2014 dans la Haute-Garonne ont lieu le dimanche 28 septembre 2014. Elles ont pour but d'élire les cinq sénateurs représentant le département au Sénat pour un mandat de six années.

## Contexte départemental
Lors des élections sénatoriales du 21 septembre 2008 dans la Haute-Garonne, cinq sénateurs ont été élus au scrutin proportionnel : trois socialistes et PRG (Bertrand Auban, Jean-Jacques Mirassou et Françoise Laborde), Alain Chatillon est élu en tant que tête de liste UMP et Jean-Pierre Plancade, sénateur sortant PRG non réinvesti, sur une liste dissidente.
Depuis, le collège électoral, constitué des grands électeurs que sont les députés, les conseillers régionaux, les conseillers généraux et les délégués des conseils municipaux, a été renouvelé en quasi-totalité par les élections législatives de 2012 qui ont vu une gauche dominatrice remporter neuf  des dix circonscriptions du département, les élections régionales de 2010 qui ont conforté la majorité de gauche au conseil régional de Midi-Pyrénées, les élections cantonales de 2011 qui ont maintenu la large majorité de gauche au sein de l'assemblée départementale (qui a toutefois perdu un siège) et surtout les élections municipales de 2014 qui ont vu la  victoire de Jean-Luc Moudenc à Toulouse  et une nette progression de la droite qui gagne Saint-Orens-de-Gameville, Balma, Baziège, Auterive, Cugnaux], Rieumes, Saint-Jory...
La gauche conserve toutefois quatre des cinq villes les plus importantes de la Haute-Garonne (Colomiers, Tournefeuille, Muret et Blagnac).

## Résultats de 2008
| Tête de liste  | Tête de liste        | Liste          | Voix  | %      | Élus |
| -------------- | -------------------- | -------------- | ----- | ------ | ---- |
|                | Bertrand Auban       | PS-PRG         | 1 246 | 48,31  | 3    |
|                | Alain Chatillon      | UMP-MoDem      | 539   | 20,90  | 1    |
|                | Jean-Pierre Plancade | PS             | 388   | 15,04  | 1    |
|                | Charles Marziani     | PCF            | 184   | 7,13   |      |
|                | Didier-Claude Rod    | Verts          | 129   | 5,00   |      |
|                | Alain Barrès         | DVD            | 78    | 3,02   |      |
|                | Louis Aliot          | FN             | 8     | 0,31   |      |
|                | Christian Dancale    | DIV            | 6     | 0,23   |      |
|                | Thierry Cotelle      | MRC            | 1     | 0,04   |      |
|                |                      |                |       |        |      |
| Inscrits       | Inscrits             | Inscrits       | 2 634 | 100,00 |      |
| Abstentions    | Abstentions          | Abstentions    | 15    | 0,57   |      |
| Votants        | Votants              | Votants        | 2 619 | 99,43  |      |
| Blancs et nuls | Blancs et nuls       | Blancs et nuls | 40    | 1,53   |      |
| Exprimés       | Exprimés             | Exprimés       | 2 579 | 98,47  |      |

## Sénateurs sortants
| Sénateur | Sénateur              | Parti | Fonctions lors de l'élection en 2008                             |
| -------- | --------------------- | ----- | ---------------------------------------------------------------- |
|          | Bertrand Auban        | PS    | Sénateur sortant, conseiller général, conseiller municipal d'Eup |
|          | Jean-Jacques Mirassou | PS    | Conseiller général                                               |
|          | Françoise Laborde     | PRG   | Conseillère municipale de Blagnac                                |
|          | Jean-Pierre Plancade  | PRG   | Sénateur sortant, conseiller général                             |
|          | Alain Chatillon       | UDI   | Maire de Revel                                                   |

## Collège électoral
En application des règles applicables pour les élections sénatoriales françaises, le collège électoral appelé à élire les sénateurs de la Haute-Garonne en 2014 se compose de la manière suivante:
| Délégués des communes                                                                         |                        |                       |                       |          |                     |
|                                                                                               | Conseillers municipaux | Délégués / commune    | Communes concernées   | Délégués | % collège électoral |
| Délégués des communes de moins de 9 000 habitants                                             |                        |                       |                       |          |                     |
| - communes de < 100 habitants                                                                 | 7                      | 1                     | 112                   | 112      | 3,79%               |
| - communes de < 500 habitants                                                                 | 11                     | 1                     | 238                   | 238      | 8,06%               |
| - communes de < 1500 habitants                                                                | 15                     | 3                     | 116                   | 348      | 11,78%              |
| - communes de < 2 500 habitants                                                               | 19                     | 5                     | 38                    | 190      | 6,43%               |
| - communes de < 3 500 habitants                                                               | 23                     | 7                     | 25                    | 175      | 5,92%               |
| - communes de < 5 000 habitants                                                               | 27                     | 15                    | 17                    | 255      | 8,63%               |
| - communes de < 9 000 habitants                                                               | 29                     | 15                    | 23                    | 345      | 11,68%              |
| Délégués des communes de 9 000 à 29 999 habitants                                             |                        |                       |                       |          |                     |
| - communes de < 10 000 habitants                                                              | 29                     | 29                    | 4                     | 116      | 3,93%               |
| - communes de < 20 000 habitants                                                              | 33                     | 33                    | 10                    | 330      | 11,17%              |
| - communes de < 30 000 habitants                                                              | 35                     | 35                    | 3                     | 105      | 3,55%               |
| Délégués des communes de 30 000 habitants et plus                                             |                        |                       |                       |          |                     |
| - Colomiers (35 784 hab.)                                                                     | 39                     | 46                    | 1                     | 46       | 1,56%               |
| - Toulouse (447 340 hab.)                                                                     | 69                     | 590                   | 1                     | 590      | 19,97%              |
| Délégués des communes bénéficiant des dispositions particulières pour les communes fusionnées |                        |                       |                       |          |                     |
| Boutx                                                                                         | 11                     | 3                     | 1                     | 3        | 0,10 %              |
| Délégués des communes                                                                         | Délégués des communes  | Délégués des communes | Délégués des communes | 2 853    | 96,58%              |
| Conseillers généraux                                                                          | Conseillers généraux   | Conseillers généraux  | Conseillers généraux  | 51       | 1,69%               |
| Conseillers régionaux                                                                         | Conseillers régionaux  | Conseillers régionaux | Conseillers régionaux | 37       | 1,22%               |
| Députés                                                                                       | Députés                | Députés               | Députés               | 10       | 0,34%               |
| Sénateurs                                                                                     | Sénateurs              | Sénateurs             | Sénateurs             | 5        | 0,17%               |
| Total                                                                                         | Total                  | Total                 | Total                 | 2956     | 100,00%             |

1. ↑  Dans les communes de moins de 9 000 le conseil municipal élit en son sein des délégués dont le nombre dépend de la taille de la commune.
2. ↑  Dans les communes de 9 000 à 29 999 habitants, tous les conseillers municipaux sont délégués. Il n'y a pas de délégués supplémentaires
3. ↑  Dans les communes de plus de 30 000 habitants, tous les conseillers municipaux sont délégués et, en complément, le conseil municipal désigne des délégués supplémentaires à raison d'un par tranche de 800 habitants au-delà de 30 000 habitants
4. ↑  « Dans le cas où le conseil municipal est constitué par application des articles L. 2113-6 et L. 2113-7 du code général des collectivités territoriales relatif aux fusions de communes dans leur rédaction antérieure à la loi n° 2010-1563 du 16 décembre 2010 de réforme des collectivités territoriales, le nombre de délégués est égal à celui auquel les anciennes communes auraient eu droit avant la fusion. » (Code électoral, article L284)
5. ↑  Sur les 53 cantons du départements, deux cantons étaient vacants pour cause de décès pour l'un, de démission pour l'autre, au moment d'arrêter le collège électoral

## Présentation des candidats
Les nouveaux représentants sont élus pour une législature de 6 ans au suffrage universel indirect par les grands électeurs du département. Dans la Haute-Garonne, les cinq sénateurs sont élus au scrutin proportionnel plurinominal. Chaque liste de candidats est obligatoirement paritaire et alterne entre les hommes et les femmes. 8 listes ont été déposées dans le département, comportant chacune 7 noms. Elles sont présentées ici dans l'ordre de leur dépôt à la préfecture et comportent l'intitulé figurant aux dossiers de candidature.

### Parti socialiste
| N° | Candidats | Candidats          | Parti | Principales fonctions                                 |
| -- | --------- | ------------------ | ----- | ----------------------------------------------------- |
| 01 |           | Claude Raynal      | PS    | Conseiller général, maire de Tournefeuille            |
| 02 |           | Françoise Laborde  | PRG   | Sénatrice sortante, conseillère municipale de Blagnac |
| 03 |           | Louis Ferré        | PS    | Maire de Luchon                                       |
| 04 |           | Maryse Auger       | PS    |                                                       |
| 05 |           | Nicolas Tissot     | PS    | Conseillère municipale de Montastruc-la-Conseillère   |
| 06 |           | Marie-Claude Farcy | PS    | Maire adjointe à Launaguet                            |
| 07 |           | Bernard Bros       | PS    | Maire de Carbonne                                     |

### Mouvement unitaire progressiste
| N° | Candidats | Candidats                | Parti | Principales fonctions |
| -- | --------- | ------------------------ | ----- | --------------------- |
| 01 |           | Sébastien Nadot          | MUP   |                       |
| 02 |           | Sylvia Skoric            | MUP   |                       |
| 03 |           | Charles Hue              | MUP   |                       |
| 04 |           | Mina Djebaïli            | MUP   |                       |
| 05 |           | Philippe Ribeiro-Dauriac | MUP   |                       |
| 06 |           | Marie-Rose de Los Reyes  | MUP   |                       |
| 07 |           | Jean-Jacques Ramberg     | MUP   |                       |

### Front national
| N° | Candidats | Candidats          | Parti | Principales fonctions                   |
| -- | --------- | ------------------ | ----- | --------------------------------------- |
| 01 |           | Julien Leonardelli | FN    |                                         |
| 02 |           | Nadine Voloscenko  | FN    |                                         |
| 03 |           | Serge Laroze       | FN    |                                         |
| 04 |           | Michèle Pellizzon  | FN    | Conseillère municipale de Tournefeuille |
| 05 |           | Théo Buras         | FN    | Conseiller municipal de Labruyère-Dorsa |
| 06 |           | Marie-Alice Bouche | FN    |                                         |
| 07 |           | Claude Galiana     | FN    |                                         |

### Parti communiste
| N° | Candidats | Candidats              | Parti | Principales fonctions                            |
| -- | --------- | ---------------------- | ----- | ------------------------------------------------ |
| 01 |           | Charles Marziani       | PCF   | Vice président du conseil régional               |
| 02 |           | Nicole Benesse         | PCF   |                                                  |
| 03 |           | Patrick Boube          | PCF   | Conseiller général                               |
| 04 |           | Monique Marconis       | PCF   |                                                  |
| 05 |           | Pierre Lacaze          | PCF   | Conseiller municipal de Toulouse                 |
| 06 |           | Chantal Picard-Sirugue | PCF   | Adjointe au maire de Villefranche-de-Lauragais   |
| 07 |           | Christian Sempé        | PCF   | Conseiller municipal de Saint-Orens-de-Gameville |

### Europe Écologie Les Verts
| N° | Candidats | Candidats                | Parti | Principales fonctions |
| -- | --------- | ------------------------ | ----- | --------------------- |
| 01 |           | Henri Arevalo            | EELV  |                       |
| 02 |           | Catherine Renaux         | EELV  |                       |
| 03 |           | François Arcangeli       | EELV  |                       |
| 04 |           | Michèle Bleuse           | EELV  |                       |
| 05 |           | Pascal Barbier           | EELV  |                       |
| 06 |           | Françoise Dedieu-Casties | EELV  |                       |
| 07 |           | Patrick Jimena           | EELV  |                       |

### Union de la droite et du centre
| N° | Candidats | Candidats                 | Parti | Principales fonctions                    |
| -- | --------- | ------------------------- | ----- | ---------------------------------------- |
| 01 |           | Alain Chatillon           | UDI   | Sénateur sortant, maire de Revel         |
| 02 |           | Brigitte Micouleau        | UMP   | Adjointe au maire de Toulouse            |
| 03 |           | Pierre Médevielle         | UDI   | Maire de Boulogne-sur-Gesse              |
| 04 |           | Jennifer Courtois-Perissé | UMP   | Conseillère générale, maire de Rieumes   |
| 05 |           | Stéphane Mirc             | UMP   | Maire de Léguevin                        |
| 06 |           | Bernadette Capdeville     | MoDem | Première adjointe au maire de Saint-Jory |
| 07 |           | Jean-Marc Dumoulin        | UMP   | Maire de Villemur-sur-Tarn               |

### Sans étiquette
| N° | Candidats | Candidats             | Parti | Principales fonctions               |
| -- | --------- | --------------------- | ----- | ----------------------------------- |
| 01 |           | Sylvain des Rochettes | DIV   | Conseiller municipal de Figarol     |
| 02 |           | Joséphine Soumah      | DIV   |                                     |
| 03 |           | Bohdan Kiersnowski    | DIV   |                                     |
| 04 |           | Andrey Jolly          | DIV   | Conseillère municipale de Montespan |
| 05 |           | Benoît Bertrand       | DIV   |                                     |
| 06 |           | Eve Rival             | DIV   |                                     |
| 07 |           | Gaël Rain Escaig      | DIV   |                                     |

| N° | Candidats | Candidats             | Parti | Principales fonctions |
| -- | --------- | --------------------- | ----- | --------------------- |
| 01 |           | Richard Cuartero      | DIV   |                       |
| 02 |           | Pascale Lasnier       | DIV   |                       |
| 03 |           | Jacques Segeric       | DIV   |                       |
| 04 |           | Dominique Legrand     | DIV   |                       |
| 05 |           | Michel Avenas         | DIV   |                       |
| 06 |           | Valérie Laborde       | DIV   |                       |
| 07 |           | Pierre Recurt-Carrère | DIV   |                       |

## Résultats
| Tête de liste | Tête de liste         | Liste         | Voix  | %      | Sièges |  |
| ------------- | --------------------- | ------------- | ----- | ------ | ------ |  |
|               | Alain Chatillon       | UDI-UMP-MoDem | 1 217 | 42,66  | 3      |  |
|               | Claude Raynal         | PS-PRG        | 1 136 | 39,82  | 2      |  |
|               | Henri Arevalo         | EELV          | 188   | 6,59   |        |  |
|               | Charles Marziani      | PCF           | 183   | 6,41   |        |  |
|               | Julien Leonardelli    | FN            | 74    | 2,59   |        |  |
|               | Richard Cuartero      | DIV           | 26    | 0,91   |        |  |
|               | Sébastien Nadot       | MUP           | 15    | 0,53   |        |  |
|               | Sylvain des Rochettes | DIV           | 14    | 0,49   |        |  |
|               |                       |               |       |        |        |  |
| Inscrits      | Inscrits              | Inscrits      | 2 955 | 100,00 |        |  |
| Abstentions   | Abstentions           | Abstentions   | 45    | 1,52   |        |  |
| Votants       | Votants               | Votants       | 2 910 | 98,48  |        |  |
| Blancs        | Blancs                | Blancs        | 35    | 1,20   |        |  |
| Nuls          | Nuls                  | Nuls          | 22    | 0,76   |        |  |
| Exprimés      | Exprimés              | Exprimés      | 2 853 | 98,04  |        |  |